# Gnathia latidens
Gnathia latidens är en kräftdjursart som först beskrevs av Frank Evers Beddard 1886.  Gnathia latidens ingår i släktet Gnathia och familjen Gnathiidae. Inga underarter finns listade i Catalogue of Life.